# Улица Ляпидевского (Москва)
У́лица Ляпиде́вского — улица в Северном административном округе города Москвы на территории района Ховрино. Проходит от Флотской улицы (от неё ведётся нумерация домов) до Фестивальной улицы.

## Происхождение названия
До 2 августа 1983 года улица не имела собственного имени и называлась «проектируемый проезд № 54-55». В 1983 году она была названа улицей Ляпидевского в честь Анатолия Васильевича Ляпидевского (1908—1983) — полярного лётчика, первого Героя Советского Союза, участника спасения экспедиции на пароходе «Челюскин» в 1934 году. Название перенесено с упраздненной улицы, называвшейся так с 1936 года, в бывшем посёлке имени Ларина (Лианозово), где многие улицы носили имена полярников.

## Описание
Улица Ляпидевского начинается от Флотской улицы (граница с районом Головинский) и идёт без изгибов и поворотов с юго-юго-востока на северо-северо-запад на всём протяжении. Улица не имеет примыканий ни слева, ни справа. Заканчивается улица пересечением с Фестивальной улицей.
На всём своём протяжении улица Ляпидевского имеет четыре полосы (по две каждую сторону) автомобильного движения. Обе стороны улицы оборудованы пешеходными тротуарами.
На протяжении улицы нет ни одного светофора, но имеются четыре нерегулируемых пешеходных перехода.
Все здания по нечётной стороне улицы имеют чётную нумерацию по улице Лавочкина в связи с непосредственной близостью (ок. 150 м) к этой улице. Исключение — строящийся спортивный комплекс (ул. Ляпидевского, вл. 1).
На жилых домах № 2 и № 12 установлены памятные таблички, из которых можно узнать, что эта улица была названа в честь известного полярника в 1983 году.

## Примечательные здания и сооружения
По нечётной стороне
- № 1 — многофункциональный жилищно-спортивный квартал «Флотилия»[3].

По чётной стороне
- № 14 — Жилой дом. Здесь в 1974—1997 годах жил художник О. П. Филатчев[4].

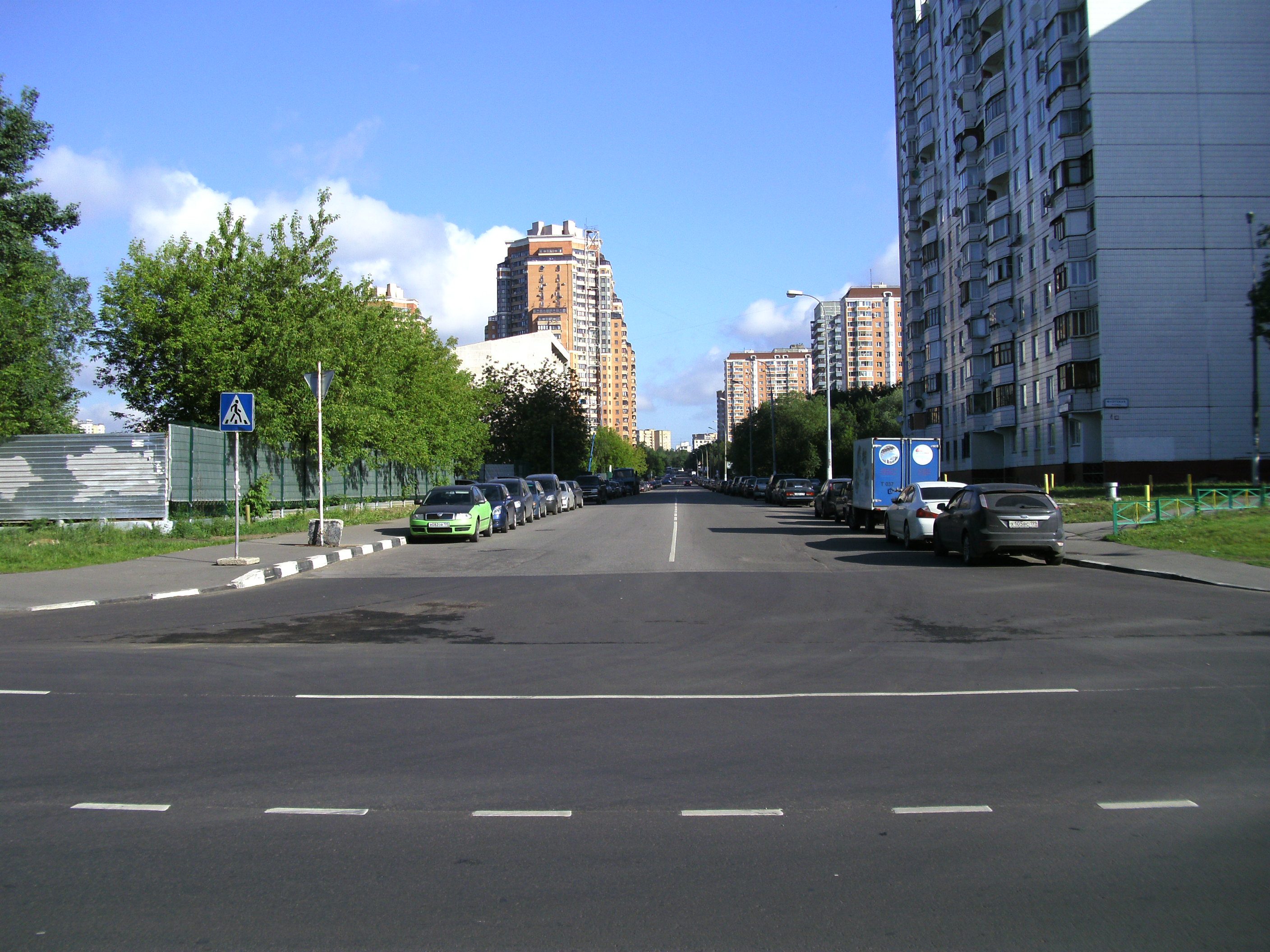
Начало улицы. Пересечение с Флотской
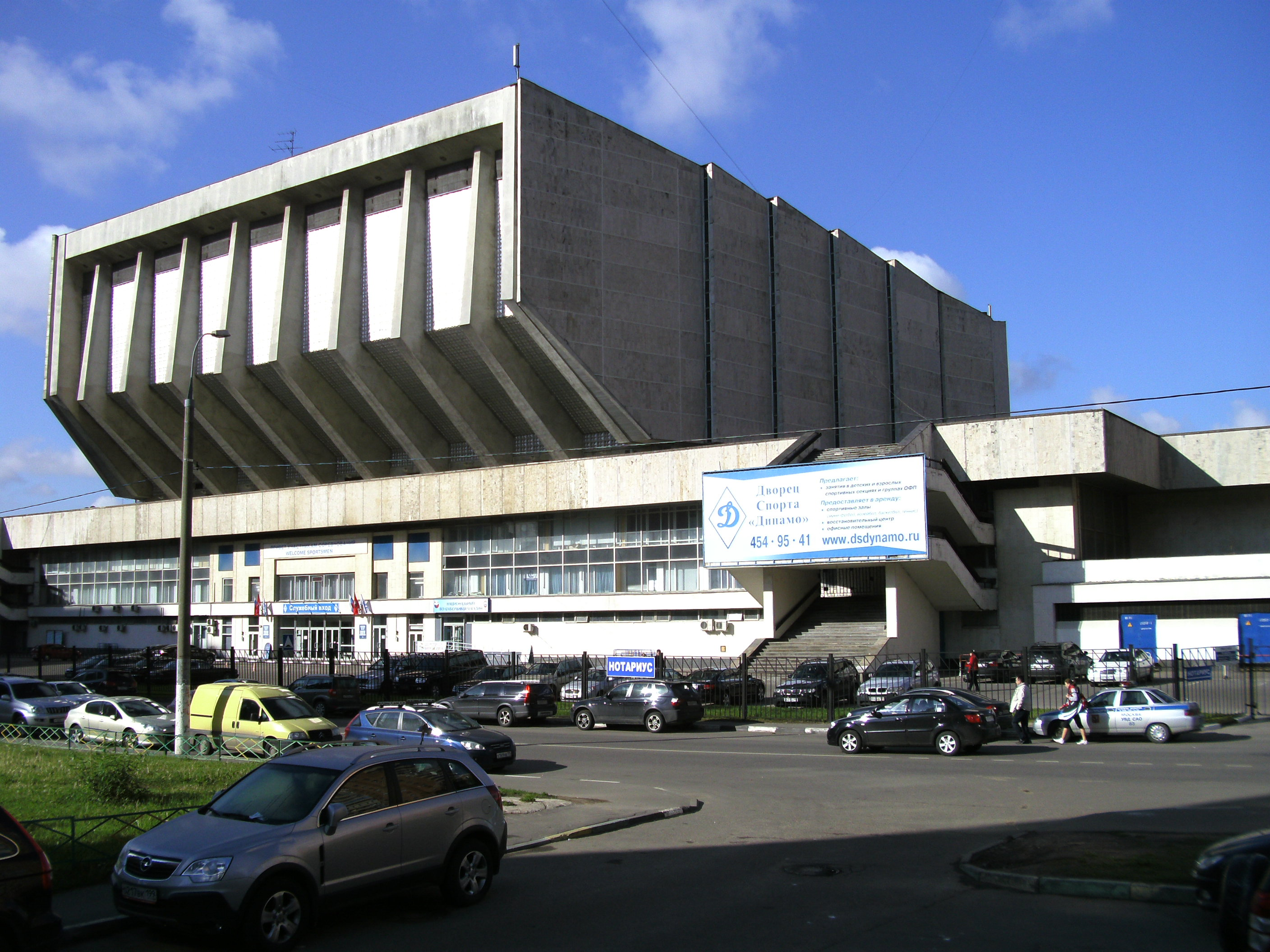
Спорткомплекс «Динамо». Вид со стороны улицы Ляпидевского (фактический адрес — улица Лавочкина, 32)
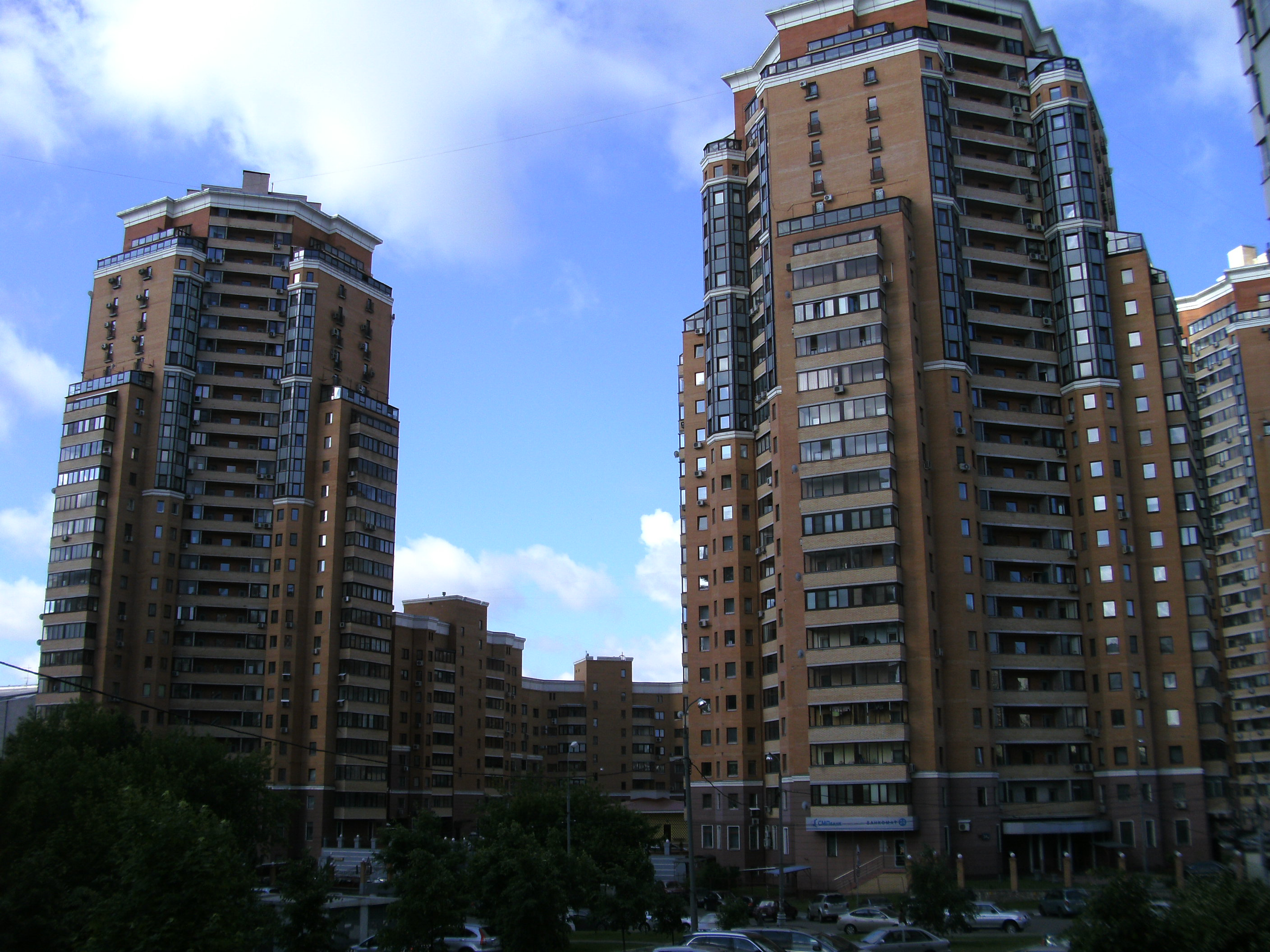
Элитный высотный жилой комплекс. Вид со стороны улицы Ляпидевского (фактический адрес — улица Лавочкина, 34)
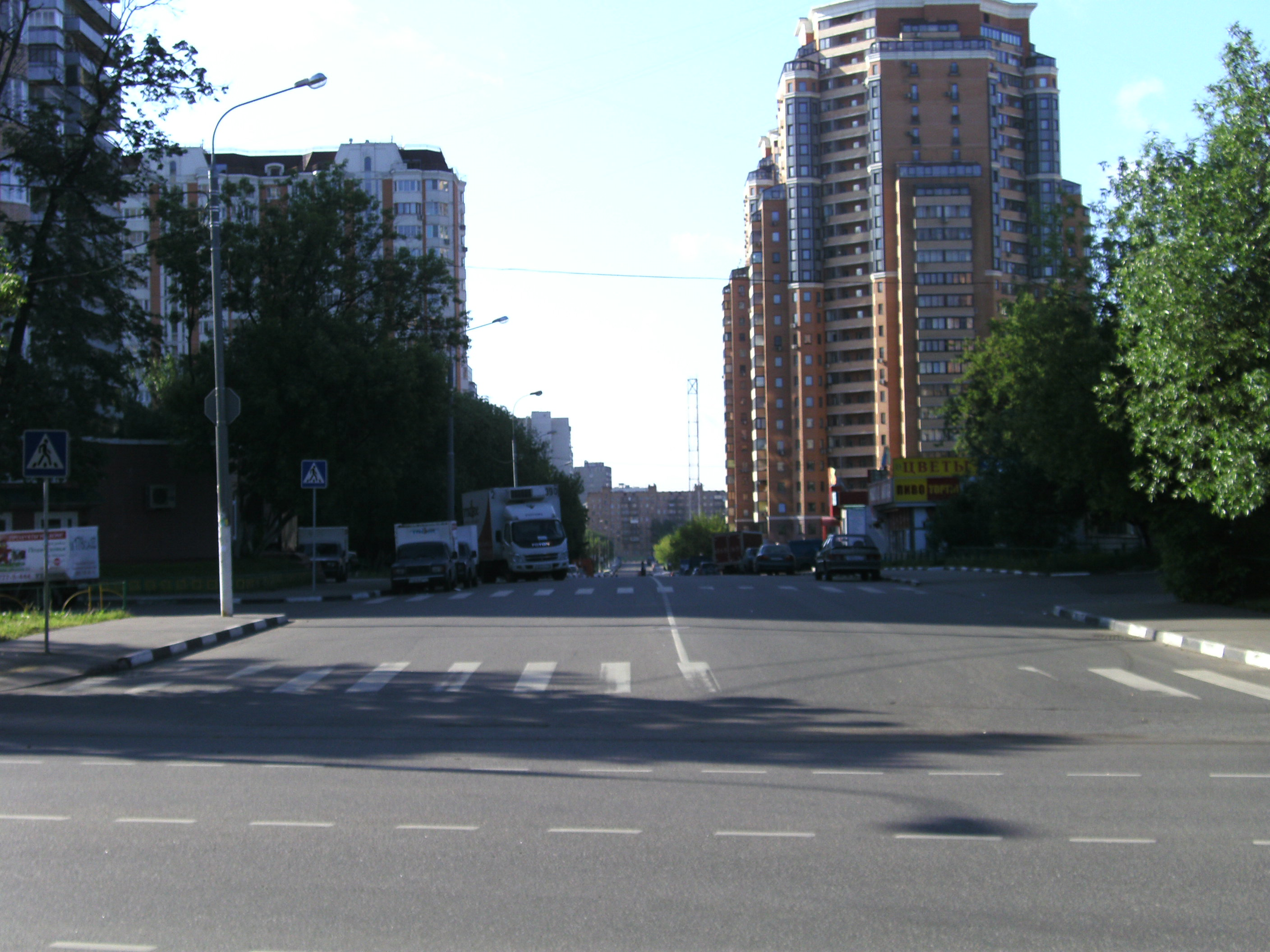
Конец улицы. Пересечение с Фестивальной

## Транспорт
- Станция метро «Речной вокзал» — в 1400 м от начала улицы, и в 950 м от её конца. Станция метро «Водный стадион» в 1700 м от начала улицы.